# Jürgen Patocka
Jürgen Patocka (Bécs, 1977. július 30. –) osztrák válogatott labdarúgó, aki az FC Egg játékosa.

## Sikerei, díjai
- Rapid Wien
  - Osztrák Bundesliga: 2007–08

## Külső hivatkozások
- EURO 2008 profil
- Jürgen Patocka adatlapja a National-Football-Teams.com oldalon (angolul)

- Transfermarkt profil